# Tracy Clark
Pour les articles homonymes, voir Clark.
Tracy Clark, née en 1961 à Chicago, est une romancière américaine, autrice de roman policier.

## Œuvre

### Romans

#### SérieCassandra Raines
- Broken Places (2018)
- Borrowed Time (2019)
- What You Don’t See (2020)
- Runner (2021)

#### SérieHarriet Foster
- Hide (2023)
- Fall (2023)
- Echo (2024)

## Prix et distinctions

### Prix
- Prix Sue Grafton 2020 pour Borrowed Time[1]
- Prix Sue Grafton 2022 pour Runner[1]
- Prix Lefty 2024 du meilleur roman pour Hide[2]
- Prix Anthony 2024 du meilleur livre de poche original pour Hide[3]

### Nominations
- Prix Anthony 2019 du meilleur premier roman pour Broken Places[3]
- Prix Lefty 2019 du meilleur premier roman pour Broken Places[2]
- Prix Shamus 2019 du meilleur premier roman pour Broken Places[4]
- Prix Lefty 2020 du meilleur roman pour Borrowed Time[2]
- Prix Anthony 2021 du meilleur roman pour What You Don’t See[3]
- Prix Lefty 2021 du meilleur roman pour What You Don’t See[2]
- Prix Shamus 2021 du meilleur roman pour What You Don’t See
- Prix Lefty 2022 du meilleur roman pour Runner[2]
- Prix Anthony 2022 du meilleur roman pour Runner[3]
- Prix Shamus 2022 du meilleur roman pour Runner[4]
- Prix Edgar-Allan-Poe 2024 du meilleur livre de poche original pour Hide[5]
- Prix Thriller 2024 du meilleur livre de poche original pour Hide[6]
- Prix Macavity 2024 du meilleur roman pour Hide[7]
- Prix Anthony 2025 du meilleur roman de poche original pour Echo[3]